# Джумів
Джумів — гідрологічний заказник місцевого значення. Об'єкт розташований на території Маньківського району Черкаської області, Маньківська сільська рада.
Площа — 14,4 га, статус отриманий у 2012 році.